# SN 1989B
SN 1989B – supernowa typu Ia odkryta 6 lutego 1989 roku w galaktyce NGC 3627. Jej maksymalna jasność wynosiła 12,34m.